# 楊榮華 (憲兵)
楊榮華（1931年—1949年12月13日），籍貫江西南昌，曾任《中央日報》記者，後加入中華民國憲兵，在台北車站為救一位小女孩而殉職，因此於該車站掛有紀念牌。

## 殉身

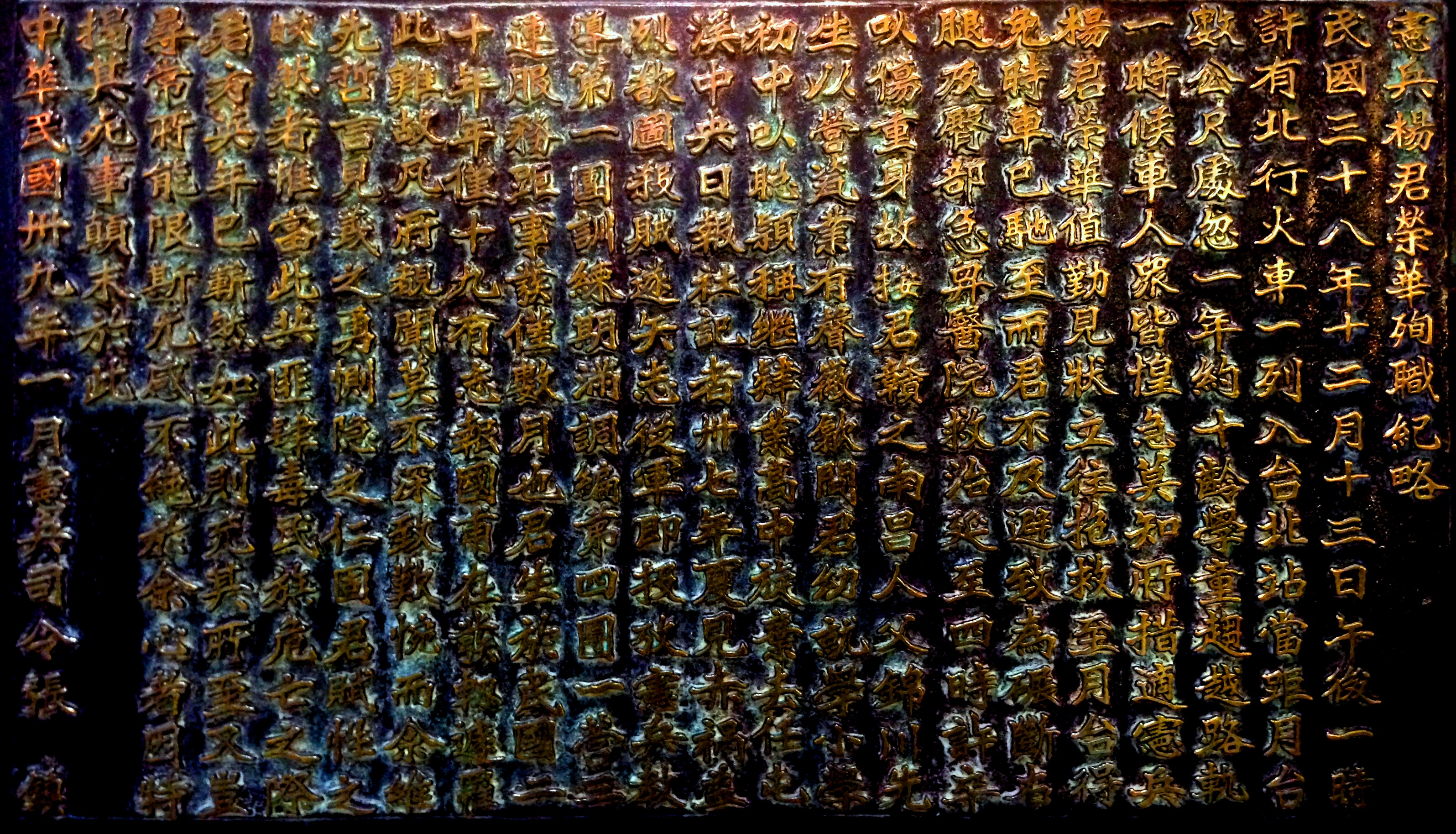
紀念牌文有寫楊榮華為曾任《中央日報》驻安徽屯溪記者。父親為楊錦川，經營瓷業。

楊榮華為江西南昌人，於1948國共內戰從軍，在憲兵教導第1團受訓期滿，調任憲兵第4團第1營第3連，隨中華民國國軍部隊奉派駐守臺北車站。
楊榮華在台無親人。1949年12月13日13時26分的台北車站，有位小女孩闖進軌道、衝向對面月台，這時一列嘉義往基隆普通車正進站。正在臺北車站服勤的上等兵楊榮華見狀，就跳下月台將她拋上月台脫險，但自己的右腿與臀部當場被輾斷，16時30分在鐵路醫院宣告不治，得年18歲。至於小女孩的去向、身分皆不明。

## 身後

### 葬禮
《中央日報》報導事發第二天下午1點30分，在西寧北路殯儀館入殮。憲兵司令部東南指揮所主任中將黃珍吾，特偕副主任少將蔡隆仁、參謀長少將曾佑民、憲兵第四團團長上校李經甫、副團長中校鍾澤揚蒞會主持祭典。靈柩從西寧北路殯儀館移往朱厝崙憲兵公墓，經過台北車站時，臺灣鐵路局臺北站員工與鐵路警察在站前廣場列隊致敬。

### 立像

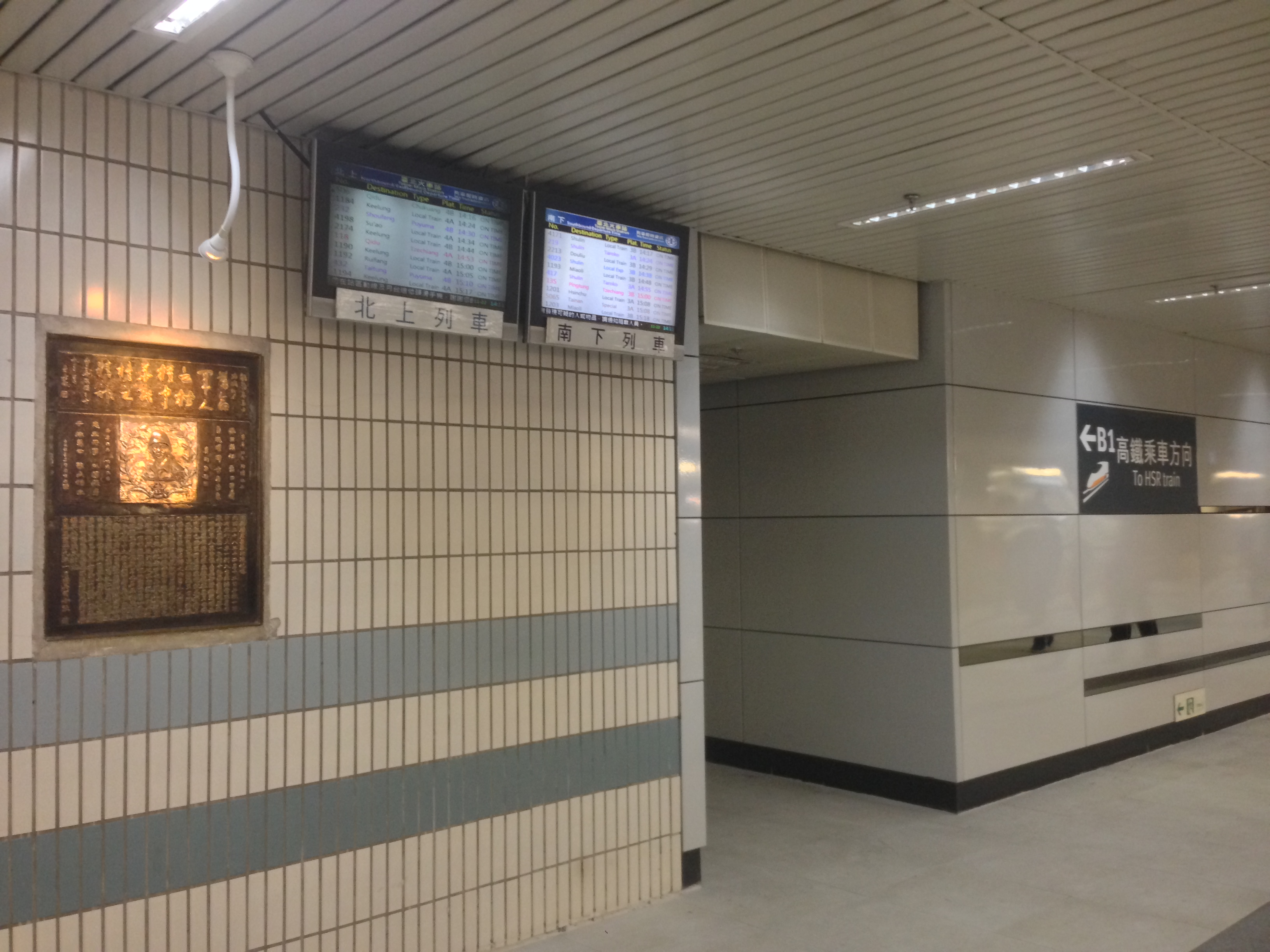
楊榮華殉職紀念碑位於台北車站B1

紀念牌於1950年1月落成，位於台北車站大廳服務台旁。臺北憲兵隊每日都會派一名弟兄向其敬禮，並擦亮銅牌。
1969年12月13日早上10點，舉行楊榮華殉職二十年悼念大會，地點在台北車站大廳服務台旁的楊榮華銅牌前，由鐵路局副局長單偉儒主持，憲兵司令部及鐵路局均派代表參加。會上，當時目擊者的鐵路局臺北站員工郭炳光、吳皓匿對記者表示，希望能找到那名女童，讓那位已成年的女子能在楊榮華像之前，獻上一束鮮花，以慰在天之靈。
相傳每年12月13日這一天，有一位神秘女郎會到台北車站的楊榮華像前獻花，進站一陣子後即匆匆離去。1977年同天，一位新聞記者守候在現場，卻沒等到人，後來才聽台北車站員工告知那女郎還是來了，時間在午夜。
次年12月2日晚，中國電視公司社教節目《愛心》在台北車站月台拍外景，以十六厘米攝影機拍攝楊榮華犧牲的故事，並希望以「神秘女郎」為這一集名稱，但支援拍攝工作的憲兵司令部認為這名字太花俏。於是改名為「恩」在同月17日播出。不過，後來有記者認為神秘女郎只是節目劇情。
1986年2月24日，臺北車站新站改建後，楊榮華殉職紀念碑也隨之遷移，置於臺北車站地下1樓。

### 入祀
1999年，行政院修改《忠烈祠祀辦法》，納入承平時期因公殉職的軍警人員，卻因中華民國政府遷台已越半世紀，許多殉職者事跡早已湮沒，連原單位都裁撤或合併，因此往往掛一漏萬。2010年，時任中華民國國防部部長高華柱上將下令各軍種全面清查，發現漏列楊榮華、唐高等八十四員，遂陸續納入忠烈祠。該年9月3日，楊榮華入祀臺北市忠烈祠。

## 另見
- 張增泰：南港車站設有紀念牌。
- 新大久保站乘客墜軌事故：發生於2001年，JR東日本山手線新大久保車站的捨身故事。